# 糖三角
糖三角又称糖包是中国北方常见的一种家常面食，常用作早餐主食。从山西、山东、天津到东北地区都有分布。因呈三角形、内有糖汁得名。口感暄软，糖汁四溢。

## 制作方法
糖三角往往通过发麵蒸制而成，馅料常使用白糖、红糖、糖桂花等糖类。例如20世纪80年代书籍《家製风味小吃》中的食谱：
- 原料：面粉、白糖、糖桂花25:5:1，食碱、麵肥适量
- 制作：
  1. 面粉加温水、酵母揉成面团，发酵后加入适量碱水，揉匀，饧麵
  2. 白糖、糖桂花中加入少量面粉，抓匀成馅料
  3. 麵团搓成条，每约50g为一个麵饼，擀皮打陷，用双手拇指、食指捏成三角形。
  4. 上屉，蒸制20分钟